# Jalapyphantes
Jalapyphantes is een geslacht van spinnen uit de familie hangmatspinnen (Linyphiidae).

## Soorten
De volgende soorten zijn bij het geslacht ingedeeld:
- Jalapyphantes cuernavaca Gertsch & Davis, 1946
- Jalapyphantes minoratus Gertsch & Davis, 1946
- Jalapyphantes obscurus Millidge, 1991
- Jalapyphantes puebla Gertsch & Davis, 1946